# Ashley Dakin
Ashley Dakin ist eine US-amerikanische Schauspielerin.

## Leben
Dakin ist das jüngste Kind ihrer Eltern und traf bereits mit zehn Jahren den Entschluss, Schauspielerin werden zu wollen. Sie lebte drei Jahre lang in Taiwan und spricht fließend Mandarin. Sie erlangte an der Cornerstone University ihren Bachelor of Fine Arts in Theater. Danach erwarb sie ihren Master of Fine Arts in Schauspiel an der Regent University.
2014 debütierte Dakin im Kurzfilm Helen als Filmschauspielerin, zwei Jahre später folgte eine Besetzung im Kurzfilm Shawn. 2019 wirkte sie in der Kurzfilmproduktion Let Me Go Home mit, der am 17. Februar 2019 auf dem Hollywood Reel Independent Film Festival gezeigt wurde. Im selben Jahr spielte sie außerdem in den beiden Kurzfilmen Pretty Little Hire und Now You Know mit. 2020 feierte sie in der Rolle der Ilene Thomasson im Film My Sisters ihr Spielfilmdebüt. 2021 folgte eine Rolle im Film Life in LA. 2022 erhielt sie eine größere Rolle im Spielfilm Who Needs You, der im November 2022 im Videoverleih erschien. Im selben Jahr spielte sie die Hauptrolle der Katie im Film Betrayed by My Bridesmaid, der unter anderen auf dem Fernsehsender Lifetime gezeigt wurde. 2024 war sie im Mockbuster Ape X Mecha Ape: New World Order in der Rolle der Naomi zu sehen. Im selben Jahr spielte sie in einer Episode der Fernsehserie Mayberry Man: The Series mit.

## Filmografie (Auswahl)
- 2014: Helen (Kurzfilm)
- 2016: Shawn (Kurzfilm)
- 2019: Let Me Go Home (Kurzfilm)
- 2019: Pretty Little Hire (Kurzfilm)
- 2019: Now You Know (Kurzfilm)
- 2020: My Sisters
- 2021: Life in LA
- 2022: Who Needs You
- 2022: The Examination of a Species (Kurzfilm)
- 2022: Betrayed by My Bridesmaid
- 2024: Ape X Mecha Ape: New World Order
- 2024: Mayberry Man: The Series (Fernsehserie, Episode 1x04)
- 2025: Boss! U Almost Got Her (Miniserie)

## Theater (Auswahl)
- Virtual Velocity, Regie: Anthony Mora
- The Tragedy of Aaron Burr, Regie: Mike McKee, Grindstone Prod.
- The Last Night of Ballyhoo, Regent University
- The Tempest, Regent University
- As It Is In Heaven, Regent University
- Fiddler on the Roof, Regent University
- The Traveling Lady, Cornerstone University
- Scotland Road, Cornerstone University
- Rumors, Cornerstone University